# Messgerätestecker

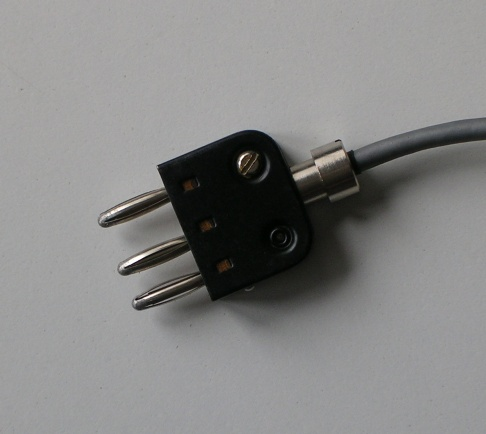
Messgerätestecker

Messgerätestecker war bis zur Verbreitung der Digitaltechnik die vorherrschende Steckverbindung im professionellen Bereich der elektrischen Nachrichten- und Messtechnik. Er ähnelt einem Lautsprecherstecker bzw. einem Eurostecker. Der Stiftdurchmesser ist derselbe, desgleichen die Abstände der äußeren Stifte. Der mittlere Stift ist asymmetrisch angebracht, somit ist im Gegensatz zu den anderen Typen ein um 180° gedrehtes Einstecken nicht möglich. Trotz desselben Polabstands der äußeren Stifte von 19 mm ist eine Kompatibilität nicht gegeben.
Belegung:
- Außenkontakt, abgelegener Stift mit großem Abstand zum Mittenstift = Signal bzw. Phase
- Mittenkontakt = Signalmasse bzw. Rückleitung
- Außenkontakt, dem Mittenkontakt nahe gelegen = Schirmung, Schirmgeflecht des Kabels

Durch die eindeutige Trennung von Signalmasse und Schirmung vereinfacht sich die Vermeidung von Erdschleifen. Die Asymmetrie sichert eine phasenrichtige Verbindung.
Die Einbaubuchse des Messgerätesteckers ist kompatibel zur Verwendung mit 4-mm-Federsteckern, der verbreitetsten Art des Bananensteckers.